# Хайя бинт аль-Хусейн
Хайя бинт аль-Хусейн (араб. هيا بنت الحسين‎; род. 3 мая 1974, Амман, Иордания) — принцесса, единокровная сестра нынешнего короля Иордании Абдаллы II.

## Биография
Принцесса Хайя является одной из 11 детей (у принцессы 5 братьев и 5 сестёр) покойного короля Иордании Хусейна ибн Талала (1935—1999) и королевы Алии аль-Хуссейн (1948—1977), единокровной сестрой нынешнего короля Иордании Абдаллы II.
Принцесса Хайя получила начальное образование в Иордании, а среднее и высшее — в Великобритании, где она училась в школе-интернате Бадминтон (Badminton School) для девочек. Интересно, что среди знаменитых выпускниц этой школы — покойная премьер-министр Индии Индира Ганди. Позднее принцесса училась в школе совместного обучения Брайенстон (Bryanston School) в графстве Дорсет. Диплом бакалавра с отличием в сфере философии, политики и экономики она получила в колледже Св. Хильды Оксфордского университета (St. Hilda’s College). Принцесса владеет английским и французским языками, понимает ещё четыре языка, в том числе русский.
Уже в 13 лет Хайя представляла свою страну в конном спорте на международном уровне, а в 1992 году завоевала бронзу в личном зачёте на Панарабских Играх (Pan Arab Games), став, таким образом, единственной женщиной, удостоившейся медали за всю историю Игр.
Принцесса Хайя участвовала в составе делегации Иордании на Олимпийских играх в Австралии в 2000 году, выступив в соревнованиях по конкуру (конный спорт). Она была знаменосцем своей команды.
В 2002 году она стала первой арабской женщиной, принявшей участие в чемпионате мира по конному спорту в испанском городе Хересе. Её личные заслуги и достижения буквально за несколько лет вывели Иорданию в авангард конного спорта.
10 апреля 2004 года принцесса Хайя вышла замуж за вице-президента и премьер-министра ОАЭ, правителя Дубая шейха Мохаммеда ибн Рашида аль-Мактума, а 2 декабря 2007 года родила дочку, названную аль-Джалила. Рождение ребёнка совпало с празднованием 36-й годовщины независимости ОАЭ.
В 2006 году принцесса Хайя была избрана президентом Международной федерации конного спорта, занимала пост до 2014 года. Была членом Международного олимпийского комитета в 2007—2014 годах.
В 2008 году ирландский жеребец New Approach, принадлежащий принцессе, выиграл три крупнейших приза в Великобритании (Эпсомское дерби, Irish Champion Stakes и Champion Stakes) и был признан лучшей скаковой лошадью мира согласно World Thoroughbred Racehorse Rankings (совместно с Curlin).
Принцесса Хайя активно занималась благотворительностью. Она основала первую арабскую неправительственную организацию Tikyet Um Ali («Есть, чтобы жить»), целью деятельности которой является борьба с голодом в Иордании.
В настоящее время она является председателем дубайского Международного гуманитарного городка (International Humanitarian City), являющегося самым крупным в мире центром по оказанию помощи при чрезвычайных ситуациях.
Принцесса Хайя была послом доброй воли Всемирной продовольственной программы (World Food Programme) в 2005—2007 годах.
21 сентября 2007 года Генеральный секретарь ООН Пан Ги Мун назначил принцессу Иордании Хайю бинт аль-Хуссейн Посланцем мира ООН.
Она является одним из основателей Глобального гуманитарного форума, созданного бывшим Генеральным секретарем ООН Кофи Аннаном. Принцесса пишет статьи, посвященные вопросам борьбы с голодом, а также — целям развития тысячелетия ООН, а также входит в состав правления многих некоммерческих организаций.
Активная общественная деятельность принцессы и частые зарубежные поездки делали её самой заметной представительницей правящих семей ОАЭ, а светские традиции иорданского королевского двора влияют на её выбор одежды. Если на официальных мероприятиях в ОАЭ принцесса носила сдержанные наряды и покрывает волосы лёгким шарфом, то во время зарубежных поездок её туалеты мало отличались от одежды других светских дам. Принцесса охотно давала интервью и фотографировалась.

### Побег из Дубая
Летом 2019 года стало известно, что принцесса Хайя сбежала от мужа в Лондон вместе с детьми. Выяснилось, что с дипломатической помощью в период с марта по май Хайя уехала в Германию, а потом в Великобританию. По сообщениям прессы, опасаться за свою жизнь принцесса Хайя стала после того, как шейх Мохаммед заподозрил её в близости с охранником-британцем. Жена шейха боится разделить судьбу ранее пропавших падчериц принцесс Латифы и Шамсы и во избежание похищения пользуется услугами частной охранной фирмы. Рассуждая о причинах побега, близкие к ней источники упоминают, что принцесса Хайя узнала о новых шокирующих фактах, стоящих за возвращением в Дубай Латифы, пытавшейся бежать из Дубая в 2018 году. Широкую известность получило видео, в котором принцесса Латифа свидетельствует о насилии и пытках в отношении себя и своих родственниц, а также выдвигает другие серьёзные обвинения в адрес своего отца, мужа Хайи шейха Мохаммеда ибн Рашида аль-Мактума, в том числе обвинения в убийствах: 
«После того, как умер мой дядя, он убил одну из его жен. Он убил её. Все знают об этом. Ту, которая из Марокко. Потому что её поведение было слишком дерзким. Думаю, она просто слишком много говорила, и он чувствовал, что она представляет для него угрозу, поэтому он просто убил её». (на видео: 12.43-13.00) 
Ещё в январе 2019 года Хайя утверждала, что вся история с принцессой Латифой — исключительно семейное дело. И если бы она хоть на секунду думала, что в нём что-то не так, она бы это не поддерживала.
8 сентября 2019 года единокровный брат принцессы Хайи король Иордании Абдалла II назначил её заместительницей главы миссии посольства Иордании в Великобритании. Это произошло после того, как Великобритания не приняла просьбу Хайи о предоставлении убежища, поскольку она борется в суде с мужем, шейхом Мохаммедом Аль Мактумом, правителем Дубая, за своих детей. Назначение Хайи означает неприкосновенность и защиту в соответствии с Женевской конвенцией в качестве дипломата для неё и её детей.

### Судебные разбирательства с бывшим мужем
Шейх Мохаммед обратился с иском к Хайе в британский суд, добиваясь опеки над детьми и их возвращения в Дубай. В результате судебного разбирательства было установлено, что в последние годы брака принцесса Хайя и шейх Мохаммед не поддерживали интимные отношения, но продолжали дружеское общение. Принцесса вместе с детьми жила в отдельном особняке, шейх регулярно навещал их. В 2017 или 2018 году Хайя завела роман с одним из своих охранников. Мохаммед, видимо, знал об этом, но какое-то время не подавал виду. Отношения супругов испортились в январе 2019 года, когда Хайя стала интересоваться Шамсой и Латифой — взрослыми дочерьми Мохаммеда от другой жены, пытавшимися сбежать из-под опеки отца.
В декабре 2018 года принцесса Хайя попросила врача, которому она доверяла, осмотреть Латифу. Тот пришел к выводу, что с дочерью шейха все в порядке, тогда как шейх утверждал, что у Латифы биполярное расстройство. Шейх Мохаммед не одобрял общение Хайи и Латифы. В середине января 2019 он запретил им видеться и потребовал от жены не лезть не в свое дело.
Шейх развелся с Хайей 7 февраля 2019 года. После этого ей стали угрожать: подбрасывали пистолет на подушку и собирались отправить в тюрьму. После развода Мохаммед стал намекать их с принцессой общим детям, что мать им больше не нужна. Одновременно Хайе стали подбрасывать записки с угрозами; она дважды находила на своей кровати пистолет. Принцесса считает, что все это делали доверенные лица её бывшего мужа. 11 марта к её дому прилетел один из вертолетов шейха, и пилот сказал, что забирает её в тюрьму в пустыне. По мнению Хайи, её спас сын, который обнял её за ногу и отказался отпускать. Хайя поняла, что в ОАЭ для неё оставаться небезопасно, поэтому в апреле 2019 года она вместе с детьми сбежала в Великобританию.
Судебное разбирательство по делу продолжалось восемь месяцев. Высокий суд Лондона признал, что правитель Дубая шейх Мохаммед похитил двух своих дочерей, Латифу и Шамсу и угрожал бывшей жене Хайе.
Шейх Мохаммед просил не публиковать решение суда, но суд отклонил его апелляцию, признав, что решение отвечает общественным интересам. Суд постановил, что правитель Дубая «не был открыт и честен с судом».
В 2022 году, во время бракоразводного процесса с Хайей, департамент по семейным делам Верховного суда Англии и Уэльса постановил, что эмир не будет иметь права существенно влиять на процесс воспитания их двоих детей и встречаться с ними с глаза на глаз из-за того, что он демонстрировал склонность к принуждению и контролю .

## Титулы
- С 3 мая 1974 года по 10 апреля 2004 года: Её Королевское Высочество Принцесса Хайя бинт Хуссейн Иорданская.
- С 10 апреля 2004 года: Её Королевское Высочество Принцесса Хайя бинт Хуссейн Иорданская.